# (4875) Ingalls
(4875) Ingalls (1991 DJ) – planetoida z pasa głównego asteroid okrążająca Słońce w ciągu 3,36 lat w średniej odległości 2,24 j.a. Odkryta 19 lutego 1991 roku.